# Leptasterias
Leptasterias is een geslacht van zeesterren uit de familie Asteriidae.

## Soorten
ondergeslacht Hexasterias Fisher, 1930
- Leptasterias alaskensis (Verrill, 1909)
- Leptasterias camtschatica (Brandt, 1835)
- Leptasterias coei Verrill, 1914
- Leptasterias hexactis (Stimpson, 1862)
- Leptasterias leptodoma Fisher, 1930
- Leptasterias polaris (Müller & Troschel, 1842)
- Leptasterias polymorpha Djakonov, 1938
- Leptasterias schmidti Djakonov, 1938

ondergeslacht Endogenasterias Djakonov, 1938
- Leptasterias groenlandica (Steenstrup, 1857)
- Leptasterias siberica Djakonov, 1930

ondergeslacht Eoleptasterias Djakonov, 1938
- Leptasterias derbeki Djakonov, 1938
- Leptasterias derjungini Djakonov, 1938
- Leptasterias granulata Djakonov, 1938
- Leptasterias similispinis (H.L. Clark, 1908)
- Leptasterias squamulata Djakonov, 1938
- Leptasterias vinogradovi Djakonov, 1938

ondergeslacht Nesasterias Fisher, 1930
- Leptasterias stolacantha Fisher, 1930

ondergeslacht Leptasterias
- Leptasterias danica (Levinsen, 1887)
- Leptasterias hyperborea (Danielssen & Koren, 1882)
- Leptasterias muelleri (M. Sars, 1846)

niet in een ondergeslacht
- Leptasterias aleutica Fisher, 1930
- Leptasterias arctica (Murdoch, 1885)
- Leptasterias asteira Fisher, 1930
- Leptasterias austera (Verrill, 1895)
- Leptasterias canuti Heding, 1936
- Leptasterias clavispina Heding, 1936
- Leptasterias compta (Stimpson, 1862)
- Leptasterias degerboelli Heding, 1935
- Leptasterias fisheri Djakonov, 1929
- Leptasterias floccosa (Levinsen, 1887)
- Leptasterias hirsuta Djakonov, 1938
- Leptasterias hispida (Forbes, 1840)
- Leptasterias hispidella Verrill, 1895
- Leptasterias hylodes Fisher, 1930
- Leptasterias insolens Djakonov, 1938
- Leptasterias kussakini Baranova, 1962
- Leptasterias leptalea Verrill, 1914
- Leptasterias littoralis (Stimpson, 1853)
- Leptasterias ochotensis (Brandt, 1851)
- Leptasterias orientalis Djakonov, 1929
- Leptasterias pusilla Fisher, 1930
- Leptasterias subarctica Djakonov, 1938
- Leptasterias tatei Clark & Jewett, 2015
- Leptasterias tenera (Stimpson, 1862)